# Gabás
Gabás es una localidad española perteneciente al municipio de Bisaurri, en la Ribagorza, provincia de Huesca, Aragón. Su lengua propia es el patués.

## Lugares de interés
- Iglesia románica de los siglos XVI y XVII.[1]
- Casa Calvera.[1][2]

## Rutas
Las siguientes rutas de senderismo pasan por la localidad:
- PR-HU 50